# Oui, oui, oui, oui
«Oui, oui, oui, oui» (pronunciació francesa: [wi wi wi wi]; en català: «Sí, sí, sí, sí») és una cançó escrita per Pierre Cour i Hubert Giraud interpretada en francès per Jean Philippe. Es va publicar com a EP i senzill el 1959 mitjançant Barclay Records. Va ser triada per a representar França al Festival de la Cançó d'Eurovisió de 1959 després de guanyar una final nacional francesa.

## Festival de la Cançó d'Eurovisió 1959

### Selecció
«Oui, oui, oui, oui» va participar en una final nacional organitzada per l'emissora francesa RTF. Va ser la guanyadora, pel que va qualificar-se per a representar França al Festival de la Cançó d'Eurovisió 1959.

### Al festival
La cançó va participar al festival celebrat l'11 de març de 1959, sent interpretada pel cantant francès Jean Philippe. L'orquestra va ser dirigida per Franck Pourcel.
Va estar interpretada en primer lloc, precedint Dinamarca amb Birthe Wilke interpretant «Uh, jeg ville ønske jeg var dig». Al final de les votacions, la cançó havia rebut 15 punts, obtenint la tercera posició de 11.